# RELX Group
Die RELX Group (ehemals Reed Elsevier) ist ein börsennotierter Medienkonzern. Es agiert als Anbieter von Online-Datenbanken, digitalen Analysewerkzeugen für die Bereiche Recht, Finanzanalyse und Wissenschaft und vertreibt Publikationen. Die Gruppe beschäftigt mehr als 35.000 Mitarbeiter in über 40 Ländern.

Historisches Logo

## Geschichte
Reed Elsevier entstand im Januar 1993 aus dem Zusammenschluss von Reed International und Elsevier. Das Unternehmen war bis Juli 2015 als Dual-listed Company, bestehend aus der britischen, an der Londoner Börse notierten Reed Elsevier plc. und der niederländischen, an der Amsterdamer Börse notierten Reed Elsevier organisiert. Die britische Gesellschaft war im FTSE 100, die niederländische im AEX-Index enthalten. Beide Firmen waren zusätzlich noch an der New York Stock Exchange notiert. Ab Ende 2014 wurde das gesamte operative Geschäft der beiden Firmen schrittweise zu einer einheitlichen Gesellschaft mit Sitz und Börsennotierung in London zusammengeführt, an der Reed Elsevier plc 52,9 % und die Reed Elsevier N.V. 47,1 % hält. Am 1. Juli 2015 wurde die britische Gesellschaft in RELX plc und die niederländische in RELX N.V. umbenannt.

## Tochtergesellschaften
Unter anderem:
- Reed Elsevier AG, die für das Verlagsgeschäft zuständig ist
- Elsevier Reed Finance BV, die die Finanzaktivitäten der Gruppe durchführt
- Reed Exhibitions und Reed Exhibitions Deutschland
- ReedPop, Teil von RX, organisiert populäre Kulturveranstaltungen wie die New York Comic Con und PAX. Im Februar 2018 erwarb es Gamer Network.

Weiterhin ist Reed Elsevier einer der Hauptanteilseigner von Babylon Ltd., dem Unternehmen, das den Babylon Translator entwickelt und vermarktet.
Spezialgebiete des Unternehmens:
- Wissenschaft und Medizin wird vom Verlag Elsevier Science betreut.
- Wirtschaft und Recht werden von LexisNexis betreut.
- Ausbildung wurde vom Verlag Harcourt, Inc. betreut.
- Business mit allen englischsprachigen Fachzeitschriften wird vom Verlag Reed Business Information (RBI) betreut.

Im Geschäftsfeld Messen betreibt Reed Elsevier ein Joint Venture mit dem chinesischen Pharma- und Medizintechnikunternehmen Sinopharm mit dem Namen Reed Sinopharm Exhibitions Co. Ltd., an dem beide Konzerne eine 50 %-Beteiligung halten.
Im Mai 2007 wurde bekanntgegeben, dass die Geschäftsbereiche Harcourt Assessment und Harcourt Education International für 700 Mio. Euro an den britischen Konkurrenten Pearson verkauft wurden.